# Каллас, Мадис
Мадис Каллас (эст. Madis Kallas; род. 22 апреля 1981, Кингисепп) — эстонский бывший спортсмен, политический и государственный деятель. Министр окружающей среды Эстонии с 18 июля 2022 года от Социал-демократической партии. В прошлом — старейшина волости Сааремаа (2017—2020, 2021—2022), мэр города Курессааре (2015—2017).
В прошлом — легкоатлет, профессионально занимался многоборьем. Выступал за сборную Эстонии по лёгкой атлетике в 2004—2007 годах, двукратный победитель Кубка Европы в командном зачёте, чемпион Эстонии в семиборье, участник ряда крупных международных стартов, в том числе чемпионата Европы в Гётеборге.

## Биография
Мадис Каллас родился 22 апреля 1981 года в городе Курессааре Эстонской ССР.
Окончил в 2004 году Таллинский университет по специальности физическая культура.
Помимо родного эстонского, владеет английским языком.

### Спортивная карьера
Впервые заявил о себе в лёгкой атлетике на международном уровне в сезоне 2004 года, когда вошёл в состав эстонской национальной сборной и выступил на домашнем Кубке Европы по легкоатлетическим многоборьям в Таллине — стал девятым в личном зачёте и помог своим соотечественникам выиграть мужской командный зачёт.
В 2005 году занял 16-е место на международных соревнованиях Hypo-Meeting в Австрии. На Кубке Европы в Быдгоще показал пятый результат в личном зачёте и вновь выиграл командный зачёт. Будучи студентом, представлял страну на летней Универсиаде в Измире, где с результатом в 7644 очка финишировал четвёртым.
В 2006 году занял 17-е место на Hypo-Meeting. На Кубке Европы в Арле с личным рекордом в 7972 очка показал пятый результат в личном зачёте, эстонские многоборцы при этом стали бронзовыми призёрами. Благодаря череде удачных выступлений удостоился права защищать честь страны на чемпионате Европы в Гётеборге — набрал в сумме всех дисциплин десятиборья 7503 очка, расположившись в итоговом протоколе соревнований на 17-й строке.
В 2007 году стартовал в семиборье на чемпионате Европы в помещении в Бирмингеме, но без результата досрочно завершил здесь выступление.
После завершения спортивной карьеры занимался административной работой, в 2012 году баллотировался на пост президента Эстонского олимпийского комитета. Член правления Эстонского союза легкой атлетики.

### Политическая карьера
В 2010–2013 годах — советник Саареской уездной управы.
В 2013—2015 годах занимал должность заместителя мэра города Курессааре, в 2015 году избран мэром.
Беспартийный, но в 2019 году баллотировался в Рийгикогу от Социал-демократической партии. 
3 ноября 2017 года стал старейшиной волости Сааремаа. В апреле 2020 года подал в отставку, взяв на себя ответственность за неудачное противодействие коронавирусной инфекции (COVID-19) в регионе. 26 ноября 2021 года снова избран старейшиной волости Сааремаа.
В 2020—2021 годах — руководитель проектов в Больничной кассе Эстонии и Министерстве социальных дел Эстонии.
18 июля 2022 года получил портфель министра окружающей среды Эстонии во втором правительстве Каи Каллас.

## Личная жизнь
Женат, отец троих детей.